# Franco Levi (ingegnere)
Franco Levi (Torino, 20 settembre 1914 – Torino, 9 gennaio 2009) è stato un ingegnere e costruttore italiano.

## Biografia

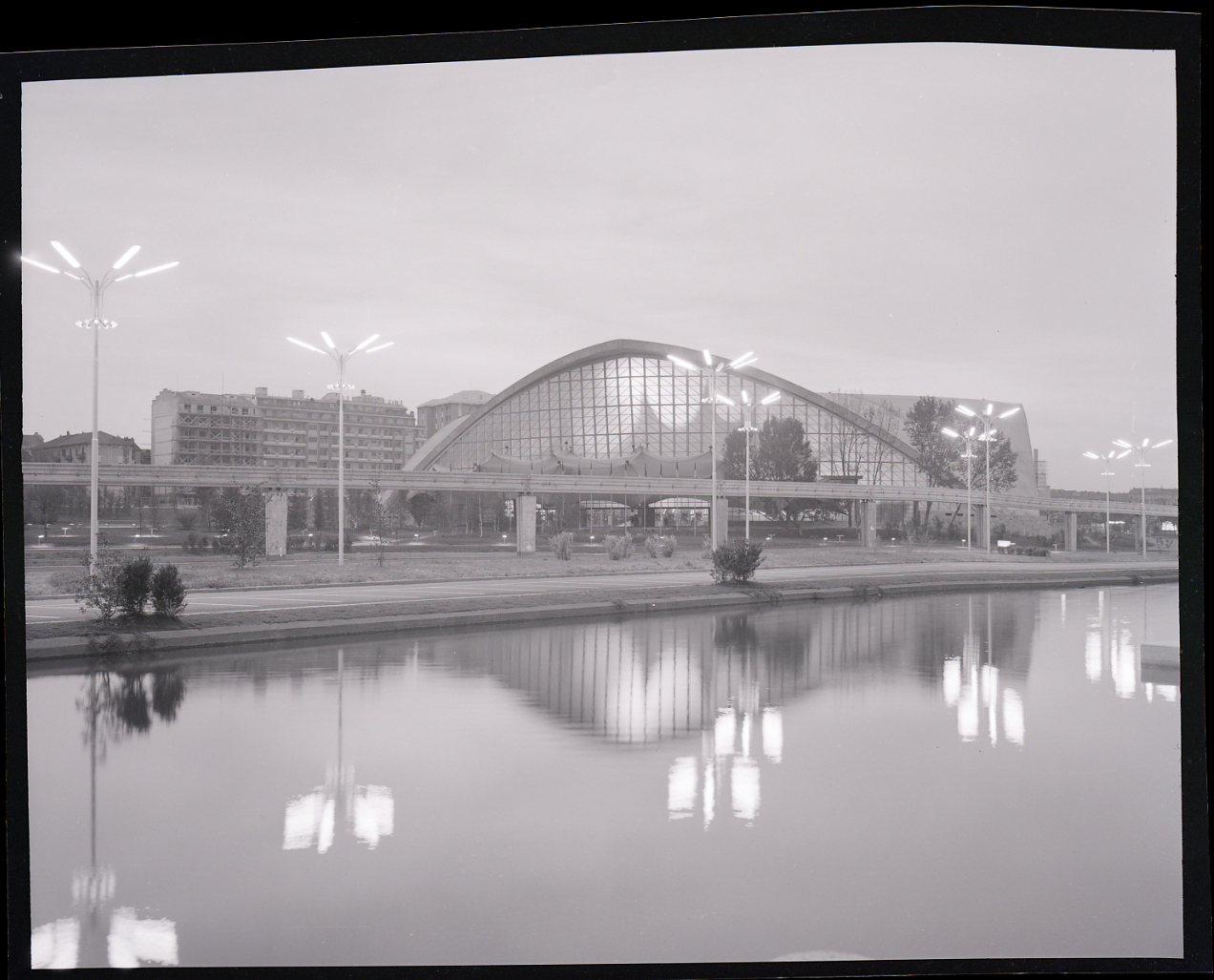
Palazzo a Vela (1959-1961), Torino. Foto di Paolo Monti, 1961.

Si laurea in ingegneria civile a Parigi preso l'École Centrale Paris per poi completare un dottorato di ricerca preso il Politecnico di Milano. Fu assistente di Gustavo Colonnetti.
Nel 1938 è assistente universitario a Torino, ma pochi mesi dopo, per effetto delle leggi razziali, è esule in Francia e quindi in Svizzera. Ritornato in Italia nel 1945, nel 1947 è Professore incaricato.
Dal 1962 è Professore ordinario di Scienza delle costruzioni prima a Venezia e poi a Torino.
Contemporaneamente insegna a Parigi al Centre des Hautes Etudes de la Construction.
Dal 1990 è Professore emerito del Politecnico di Torino.
Dal 1957 al 1968 è Presidente del CEB (Comité Européen du Béton), dal 1966 al 1970 Presidente della FIP (Fédération International de la Précontrainte) e di entrambe le associazioni rimane presidente honoris causa.
Negli anni fra il 1980 e il 1990, per incarico della Comunità Europea, è chairman del Gruppo di redazione dell'Eurocodice 2.
Autore di oltre 300 pubblicazioni e trattati, è insignito di tre lauree honoris causa (Liegi, Waterloo, Venezia) e di numerose medaglie intitolate a personaggi famosi (Trasenster, Freyssinet, Moersch, Caquot, Torroja).
È affiliato a numerose Associazioni tecnico-scientifiche in Europa e in America ed è Socio nazionale residente dell'Accademia delle Scienze di Torino.

## Opere maggiori

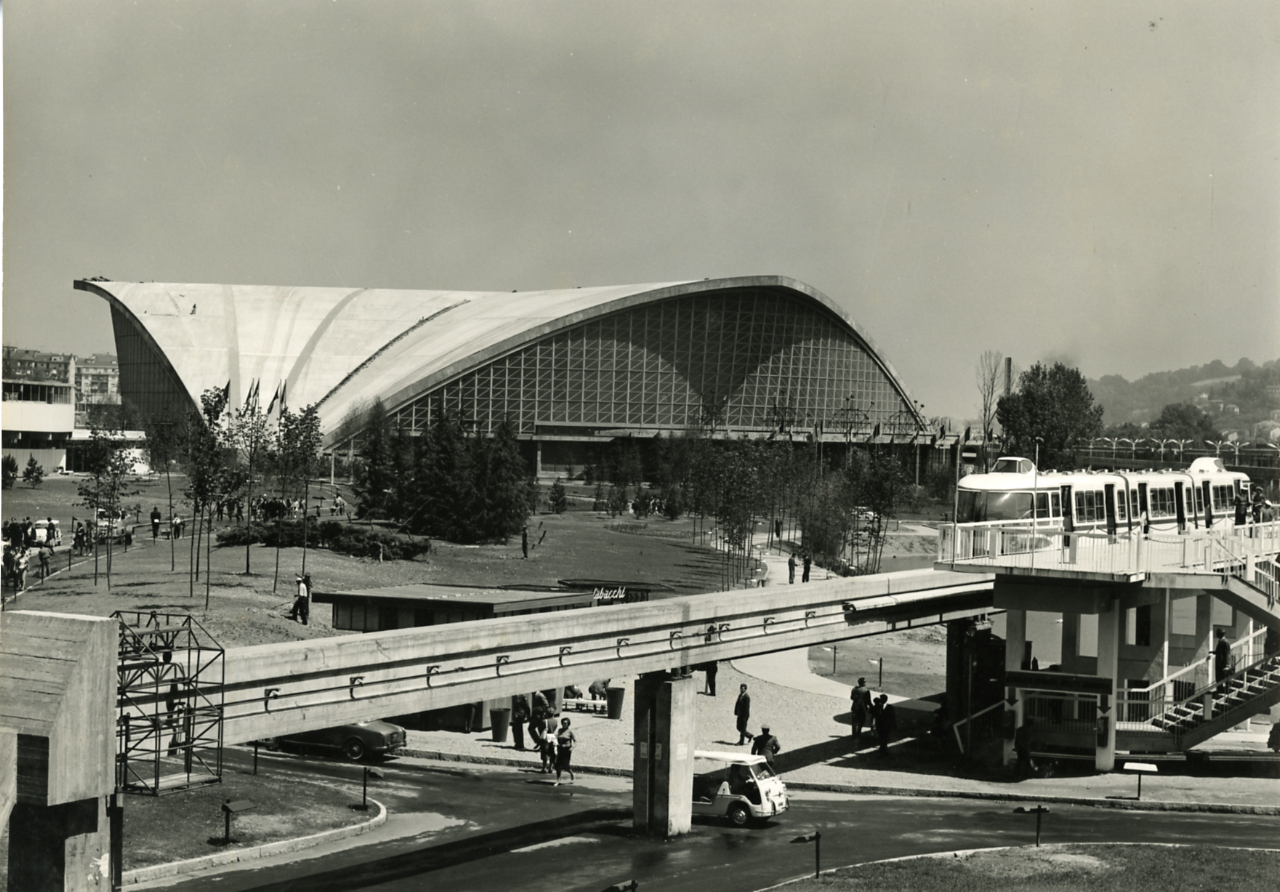
Panoramica dell'area della fiera Italia '61 con il Palazzo a Vela. Foto di Paolo Monti, 1961 (Fondo Paolo Monti, BEIC)

- Palazzo a Vela, Torino, 1959-1961 (con Annibale Rigotti)
- Il più grande bacino di carenaggio del mondo (poi da Genova trasferito in Turchia)
- Volta a paraboloide ellittico del vecchio stadio comunale di Teramo
- Trasformazione del Lingotto in complesso polifunzionale (in collaborazione con Renzo Piano)

## Incarichi ricoperti in ambito scientifico
- Docente a Losanna nel 1944
- Docente al Politecnico di Torino dal 1949
- Docente di Scienza delle Costruzioni all'Università di Architettura di Venezia dal 1962 al 1969
- Direttore dell'Istituto di Scienza delle Costruzioni al Politecnico di Torino dal 1969, creò la sezione Geotecnica.
- Ordinario di Scienza delle Costruzioni al Politecnico di Torino dal 1969 al 1989, professore emerito
- Ha ricevuto tre lauree honoris causa dalle Università di Liegi (Belgio), Waterloo (Canada) e Venezia
- Fondatore e Presidente per undici anni dal 1957 al 1968 del Comité Eurointernational du Béton (CEB)
- Vicepresidente e poi Presidente dal 1962 al 1970 della Fédération Internationale de la Précontrainte (FIP)
- Membro del Consiglio Direttivo dal 1962 della Associazione Nazionale Cemento Armato Precompresso (ANICAP)
- Consigliere dal 1972 al 1987 e vice Presidente dal 1984 al 1987 della Associazione Italiana Calcestruzzo Armato e Precompresso (AICAP)
- Presidente della Commissione per l'Eurocodice 2 dal 1979 al 1990

## Onorificenze
Socio Nazionale dell'Accademia delle Scienze di Torino
Medaglia d'onore intitolata a "Emil Mörsch"